# Édouard de Mentque
Pierre-Paul-Édouard Martin, vicomte de Mentque (11 avril 1808 à Paris - 2 septembre 1878 à Saint-Germain-en-Laye), est un administrateur et homme politique français, sénateur du Second Empire.

## Biographie
Descendant de Pierre-Jean Martin de Bussy, il entre dans l'administration sous la Monarchie de Juillet. Il est successivement sous-préfet de Châtellerault, de Dreux, de Sarrebourg, de Gien, et de Boulogne-sur-Mer. Il passe ensuite  préfet de la Haute-Marne en 1847, puis d'Eure-et-Loir (nomination du 1er décembre 1847), de la Haute-Vienne de 1849 à 1852, de la Loire-Inférieure de 1852 à 1853, de la Gironde de 1853 à 1863.
En 1853, dans le cadre de ses fonctions de préfet de la Gironde, Édouard de Mentque organise une commission, présidée par le maire de Bordeaux Antoine Gautier, chargée d'étudier non seulement l'annexion de La Bastide mais aussi de territoires sur la rive gauche (Caudéran, Mérignac, Bègles...). Antoine Gautier refuse finalement le projet préfectoral.
Le 7 mai 1863, il est nommé sénateur. À la Chambre, il soutient de ses votes le gouvernement. Il quitte le sénat le 4 septembre 1870.

### Sources
- « Mentque (Pierre-Paul-Édouard Martin de) », dans Adolphe Robert et Gaston Cougny, Dictionnaire des parlementaires français, Edgar Bourloton, 1889-1891 [détail de l’édition]